# Виталий Наливкин
Вита́лий Ива́нович Нали́вкин — вымышленный персонаж сатирического скетч-шоу. Согласно сюжету роликов, «председатель исполнительного комитета Уссурийска», «Уссурийского района» или «Уссурийского городского округа».
Роль Наливкина исполнял актёр-любитель Андре́й Алекса́ндрович Нере́тин (31 декабря 1975, Канск — 5 октября 2024, Уссурийск).
Автор канала — Андрей Геннадьевич Клочков, выступавший одновременно как режиссёр и продюсер, а также пишущий сценарии. Сопродюсер — Семён Вавилов.

## Образ
Собирательный образ Виталия Наливкина был создан коллективом, возглавляемым Андреем Клочковым, в который входили актёры и бывшие телевизионщики. Над каждым роликом работали около 10 человек. В серии роликов, выложенных на YouTube-канале «BARAKuda» и других социальных сетях, «председатель исполнительного комитета Уссурийского района Наливкин» эффективно и радикально решает разнообразные проблемы Уссурийска, пародируя местных чиновников. Первый ролик был опубликован в апреле 2019 года и к июню 2020 года их было уже больше 30. Длительность некоторых роликов не более минуты, что позволило размещать их не только на YouTube, но и в Instagram. Ролики хорошо стилизованы под новостные репортажи региональных СМИ, что вводит в заблуждение некоторых зрителей, несмотря на очевидный абсурд происходящего на экране. По словам Андрея Клочкова, зрители часто поначалу возмущаются и даже оставляют негодующие комментарии, но потом понимают замысел создателей и становятся поклонниками Наливкина. Персонаж обрёл высокую популярность сначала в Уссурийске, а затем получил известность и по всей Российской Федерации.

Андрей Клочков так объяснял концепцию «Наливкина»:
Мы никогда не ставили перед собой цели делать сатиру на власть или на органы [правопорядка]. Каждый находит в нашем творчестве что-то своё и сам определяет, над чем ему там смеяться. Там же целый букет. Можно смеяться над коррупционером, над депутатом, над абсурдом, который творится на видео, либо над телеканалами, которые обозревают каждый чих какого-нибудь чиновника, как будто это событие вселенского масштаба. Кто-то видит и сатиру…

## Видео на тему резонансных событий
Некоторые ролики канала были посвящены резонансным событиям и информационным поводам федерального уровня. Несколько роликов были также посвящены борьбе с коронавирусом.

### Задержание губернатора Хабаровского края
3 августа 2020 года, в разгар массовых протестов в Хабаровском крае, начавшихся из-за задержания губернатора Сергея Фургала, вышел ролик «Арест в Хабаровске», на котором Виталий Наливкин «задержал» врио губернатора Хабаровского края Михаила Дегтярёва. В ролике отметили, что могут передать задержанного в Москву, в обмен на бывшего губернатора Сергея Фургала. А пока руководить Хабаровским краем будет сам Виталий Наливкин.

### Экологическая катастрофа на Камчатке
26 октября после массовой гибели морских животных на Камчатке был выпущен ролик «Виталий Наливкин спасает Камчатку», в котором Виталий Наливкин производит дезинфекцию океана и спасает Камчатку от загрязнения.

### Дворец Наливкина
9 февраля 2021 года вышел сатирический ролик «Дворец Наливкина», в основу которого был положен документальный фильм Алексея Навального «Дворец для Путина. История самой большой взятки». По состоянию на 6 октября 2024 года (момент смерти Андрея Неретина) ролик набрал более 6,3 млн просмотров.

### Санкции против России
В апреле 2022 года вышел сатирический ролик о попавшем под санкции Запада бывшем начальнике полиции Уссурийского района подполковнике Алексее Андрейченко, который спрятал свою яхту во внутреннем водоёме региона. Андрейченко отказался раскрыть источники обогащения, после чего Наливкин конфисковал у него на яхте дефицитные продукты — кабачки и тыквы — и из гранатомёта уничтожил яхту.

## Репортажи о Наливкине в СМИ
Вскоре после открытия канала, 17 мая 2019 года, репортаж о деятельности Наливкина показал региональный телеканал «ГТРК „Владивосток“» в программе «Вести: Приморье». Следом 22 мая 2019 года сюжет о Наливкине показала и федеральная программа «Вести» на телеканале «Россия 24».
16 июля 2020 года вышел документальный фильм «Виталий Наливкин — новый образ русского чиновника» на YouTube-канале Алексея Пивоварова «Редакция». Также Пивоваров снялся в ролике с Наливкиным в роли одного из сектантов-оккультистов, портящих погоду в Уссурийске.
2 сентября 2020 года Наливкин стал темой обсуждения в программе «Место встречи» на НТВ. Гости студии, в том числе депутаты Госдумы и политологи, поверили в существование Наливкина. Его назвали «большим политтехнологическим проектом», а депутат Виталий Милонов покритиковал за методы ручного управления.
30 августа 2021 года на канале Наливкина вышел сатирический ролик о вымышленном полковнике ГИБДД Михаиле Сафронове, собиравшем взятки овощами и установившего дома золотую сантехнику. Спустя несколько дней, 6 сентября, журналист Максим Шевченко выпустил на своём YouTube-канале сюжет о коррупции в России, в котором использовал упомянутый ролик Наливкина, выдав его за настоящий (заявив, что «увидел просто в Интернете»). Сюжет Шевченко был впоследствии освещён и на канале Наливкина.
29 марта 2024 года, уже после закрытия проекта, видеоинтервью с Андреем Неретиным выпустил The Insider. В интервью актёр сообщил, что предложение участвовать в съёмках он получил от продюсера, которому оказывал услуги грузоперевозок (поскольку работал в этой сфере), и что съёмки хорошо оплачивались. Неретин заявил, что условием с его стороны было отсутствие политики в роликах, однако по мере роста популярности канала продюсеров «занесло не туда». По его словам, съёмки прекратились после возбуждения уголовного дела и уже вряд ли возобновятся, хотя он не против продолжать, а также этого просят люди.

## Награды
3 декабря 2020 года, в День юриста, Виталий Наливкин был награждён антипремией «Малиновая Фемида» за сомнительные достижения в юриспруденции.

## Конфликты с правоохранительными органами

### Арест Андрея Неретина
В ролике «Виталий Наливкин борется с коррупцией», вышедшем 10 июня 2020 года и сделанном в формате новостей, Наливкин «разоблачает» подполковника МВД, на квартире у которого находят «сотни килограммов» денег наличными. 11 июня 2020 года появилось сообщение, что полиция проверяет данное видео. В сообщении заявлялось, что «режиссёр видеоролика выразил явное неуважение к органам государственной власти, дискредитировав тем самым сотрудников органов внутренних дел». Сначала создателей ролика вызвали на допрос и оштрафовали, а затем Андрей Неретин, игравший Наливкина, был задержан и подвергнут административному аресту на 5 суток, по официальной версии — «за нецензурную брань». По мнению Андрея Клочкова, правоохранительным органам не понравились шутки в их адрес: «У них просто подгорело одно место». Выйдя на свободу, Андрей Неретин снялся в новом ролике, где в образе Наливкина поблагодарил полицейских Уссурийска: «Только благодаря им о нас узнало больше людей, и мы вышли на всероссийский уровень».

### Арест Ларисы Кривоносовой
23 сентября 2021 года суд Уссурийска арестовал на 10 суток, а также оштрафовал на 1000 рублей актрису Ларису Кривоносову, игравшую «официального представителя МВД Уссурийского района Марину Вульф», пародируя тем самым официального представителя МВД РФ Ирину Волк. Штраф был назначен за ношение формы сотрудника полиции со знаками различия и символикой МВД, в которой та снималась в двух роликах Виталия Наливкина (арест, по словам актрисы, был связан с причинами, не связанными напрямую со съёмками ролика). Спустя месяц была осуждена и отправлена в колонию на 3 месяца (формально также по иным причинам — «за уклонение от административного надзора»).
В августе 2022 года административный протокол за ношение формы со знаками отличия (ст. 17.12 КоАП РФ) был также составлен на Андрея Корниенко, сыгравшего роль подполковника полиции Алексея Андрейченко. При этом форма и автомобильная мигалка были конфискованы.

### Уголовное дело
В ноябре 2021 года против команды шоу было возбуждено уголовное дело о хулиганстве (ч. 3 ст. 213 УК РФ). Поводом стал ролик «Виталий Наливкин предотвратил теракт», вышедший 20 сентября 2021 года (на следующий день после завершения выборов в Госдуму) и за полтора месяца набравший почти 1,4 млн просмотров. В ролике Наливкин случайно уничтожает агитационный плакат «Единой России» с помощью противотанкового гранатомёта; в ролике также присутствовала «официальный представитель МВД Уссурийского района Марина Вульф» в исполнении Ларисы Кривоносовой. При этом, по словам Андрея Клочкова, съёмки проходили в безлюдном месте с использованием пиротехнических эффектов (гранатомёт и автоматы в ролике являлись макетами), а 19 сентября после завершения съёмок место съёмки проверяло МЧС, заключившее, что ущерба имуществу города причинено не было. Однако, по словам Семёна Вавилова, спустя полтора месяца осмотр был проведён повторно, а ущерб был оценен в 32 тысячи рублей. 4 ноября в студии канала, а также на квартирах трёх членов команды проекта прошли обыски, была изъята техника.
По словам Клочкова, осенью 2024 года следствие переквалифицировали (либо завели второе уголовное дело)[уточнить] на более серьёзную статью — об изготовлении взрывных устройств, что стало грозить авторам видео (Андрею Клочкову и Семёну Вавилову — обвиняемые) наказанием вплоть до 15 лет лишения свободы.

## Дальнейшая судьба
5 апреля 2023 года, спустя несколько месяцев неактивности, на канале «BARAKuda» вышел ролик «Виталий Наливкин куёт победу», в котором актёр заявил о том, что его командой начат выпуск защитной экипировки (антиосколочных пластин) для российских военных. Также авторы начали сбор средств на нужды российской армии, фактически поддержав российскую армию в войне с Украиной. Создатель шоу Андрей Клочков заявил, что новый выпуск не является иронией «по поводу бесконечных сборов на нужды российских военных», а также не является следствием давления властей в связи с ранее возбуждённым против них уголовным делом. При этом он отказался отвечать, поддерживает ли его команда боевые действия России на Украине. В том же месяце данное видео было удалено с YouTube.
В феврале 2024 года стало известно, что Андрей Неретин в своём доме упал с лестницы, повредив бедро. Последствием этого падения и травм стал развившийся остеоартроз, на лечение которого не хватало средств. На весну 2024 года Неретин проживал в нищете, в доме без воды и отопления, совместно с другом, который помогал ему по хозяйству, и ожидал выделения квоты на бесплатную операцию. Клочков объявил о сборе денег, благодаря которому Неретина успешно прооперировали в Санкт-Петербурге.
5 октября 2024 года Андрей Неретин скончался в результате обострения хронических заболеваний и, как следствие, остановки сердца. Его похоронили на кладбище в селе Воздвиженка.